# Борд-Юшантен
Борд-Юшантен (фр. Bordes-Uchentein) — муніципалітет у Франції, у регіоні Окситанія, департамент Ар'єж. Борд-Юшантен утворено 1-1-2017 шляхом злиття муніципалітетів Ле-Бор-сюр-Ле i Юшантен. Адміністративним центром муніципалітету є Ле-Бор-сюр-Ле. Населення — 213 осіб (01.01.2021).